# Eretmocerus naranjae
Eretmocerus naranjae is een vliesvleugelig insect uit de familie Aphelinidae. De wetenschappelijke naam is voor het eerst geldig gepubliceerd in 2007 door Myartseva & Coronado-Blanco.